# Капелети (Терамо)
Капелети (итал. Cappelletti) је насеље у Италији у округу Терамо, региону Абруцо.
Према процени из 2011. у насељу је живело 43 становника. Насеље се налази на надморској висини од 256 м.